# 浅井みどり
浅井 みどり（あさい みどり）は、日本のフリーアナウンサー。

## 概要
熊本県出身。熊本学園大学商学部商学科を卒業後、2002年よりテレビ信州で、2005年より熊本県民テレビで、3年ずつ局アナを経て、長野県内で活動。現在は美味しさへの旅、レッツゴーまちっぷちゃんなどの番組に出演している。
黒歴史は下諏訪町でズームインSUPERの中継前に猿に噛まれたことがあることらしい。